# Kindermannverzeichnis
Das Kindermannverzeichnis ist ein Werkverzeichnis der Kompositionen von Ferruccio Busoni. Der genaue Titel lautet Thematisch-chronologisches Verzeichnis der musikalischen Werke von Ferruccio B. Busoni.
Es wurde erstellt von und benannt nach dem Musikwissenschaftler Jürgen Kindermann.
Die Abkürzung für Kindermannverzeichnis ist KiV oder häufig auch BV für Busoni-Verzeichnis. Im Quellenlexikon der Musik RISM wird das Kindermannverzeichnis als KinBu zitiert.

## Buchausgabe
- Jürgen Kindermann: Thematisch-chronologisches Verzeichnis der musikalischen Werke von Ferruccio B. Busoni (= Studien zur Musikgeschichte des 19. Jahrhunderts. Band 19). Bosse, Regensburg 1980, ISBN 3-7649-2033-5, S. 479–506.